# Puig-Gros
Puig-Gros (en catalán y oficialmente Puiggròs) es un municipio español de la provincia de Lérida, comunidad autónoma de Cataluña, en la comarca de Las Garrigas, situado en la parte septentrional de esta, en el límite con la del Plana de Urgel y regado por el canal de Urgel.

## Demografía
Cuenta con una población de 258 habitantes (INE 2024).
| Gráfica de evolución demográfica de Puiggròs entre 1842 y 2021 |
| |
| Población de derecho según los censos de población del INE Población de hecho según los censos de población del INEEn estos censos se denominaba Puig Gros: 1842, 1857, 1860, 1877, 1887, 1897, 1900, 1910, 1920, 1930, 1940, 1950, 1960, 1970 y 1981 |

| 1900 | 1930 | 1950 | 1970 | 1981 | 1986 |
| ---- | ---- | ---- | ---- | ---- | ---- |
| 298  | 385  | 397  | 342  | 287  | 287  |